# Macomb, Illinois
Macomb là một thành phố thuộc quận McDonough, tiểu bang Illinois, Hoa Kỳ. Năm 2010, dân số của thành phố này là 19288 người.

## Dân số
Dân số qua các năm:
- Năm 2000: 18558 người.
- Năm 2010: 19288 người.